# Apolysis melanderella
Apolysis melanderella är en tvåvingeart som beskrevs av Neal L. Evenhuis 1990. Apolysis melanderella ingår i släktet Apolysis och familjen svävflugor.
Artens utbredningsområde är Kalifornien. Inga underarter finns listade i Catalogue of Life.